# Debren
Debren (Bulgaars: Дебрен) is een dorp in het zuidwesten van Bulgarije. Het dorp is gelegen in de gemeente Garmen, oblast Blagoëvgrad. Het dorp ligt hemelsbreed 77 kilometer ten zuidoosten van Blagoëvgrad en 130 kilometer ten zuiden van Sofia.

## Bevolking
Op 31 december 2020 telde het dorp Debren 2.229 inwoners, een lichte daling ten opzichte van het maximale aantal van 2.251 personen in 2011.
|  |

In het dorp wonen nagenoeg uitsluitend etnische Bulgaren, die voornamelijk de islam belijden. Deze ‘Moslim-Bulgaren’ worden in de volksmond ook wel 'Pomaken' genoemd. In de officiële volkstellingen identificeren deze Pomaken zich echter vaak als etnische Turken of laten het censusformulier blanco, waardoor de volkstellingen een vertekend beeld opleveren.
| Etnische samenstelling van de respondenten (2011) | Etnische samenstelling van de respondenten (2011) | Etnische samenstelling van de respondenten (2011) | Etnische samenstelling van de respondenten (2011) | Etnische samenstelling van de respondenten (2011) |
| ------------------------------------------------- | ------------------------------------------------- | ------------------------------------------------- | ------------------------------------------------- | ------------------------------------------------- |
|                                                   |                                                   |                                                   |                                                   |                                                   |
| Bulgaren                                          | Bulgaren                                          |                                                   | 82,0%                                             | 82,0%                                             |
| Turken                                            | Turken                                            |                                                   | 2,1%                                              | 2,1%                                              |
| Roma                                              | Roma                                              |                                                   | 1,2%                                              | 1,2%                                              |
| Anders/Onbekend                                   | Anders/Onbekend                                   |                                                   | 14,7%                                             | 14,7%                                             |